# Dai Nippon Printing
Dai-Nippon Insatsu KK ( en japonés: 大日本印刷株式会社 , Dai-Nippon Insatsu Kabushiki kaisha, alemán "Greater Japan Printing", inglés. Dai Nippon Printing Co., Ltd., corto: DNP ) es una empresa japonesa con sede en Shinjuku, Tokio. Es una de las mayores empresas de impresión del mundo. 

## Visión general
DNP es un fabricante de productos de impresión (periódicos, revistas, libros, envases, películas, tarjetas SIM y chip). DNP le ofrece. a. pero también máscaras de sombra y máscaras fotográficas para la industria electrónica. La gama se completa con materiales de superficie para uso interior y exterior, que se utilizan especialmente en las industrias de la construcción y mobiliario, así como la industria del automóvil. 
La empresa fue fundada el 9 de octubre de 1876 con el nombre de Shueisha. El presidente de la compañía es Yoshitoshi Kitajima. La empresa emplea a unas 39.200 personas. En 1970 se abrió una empresa en Düsseldorf .

## Impresoras
Sus impresoras de sublimación de color DS40, DS80, DS620A, DS820A y DS-RX1HS se utilizan ampliamente en la industria de la fotografía.   En 2020 lanzó su impresora QW410, vendida como la impresora de sublimación de color más pequeña del mercado.  DNP IAM también fabrica el soporte de papel i cinta de transfer necesarios para imprimir mediante la tecnología de sublimación. 
DNP IAM diseñó un sistema de quiosco Snap Lab SL620A para los minoristas  y fabrica una
En 2011, la revista online japonesa "myNewsJapan.com" publicó una lista de empresas japonesas cuyos empleados trabajan una cantidad inusualmente elevada de horas extraordinarias. Dai-Nippon Insatsu ocupó el primer puesto con una media de 1920 horas extraordinarias al año.